# Am Werder 11

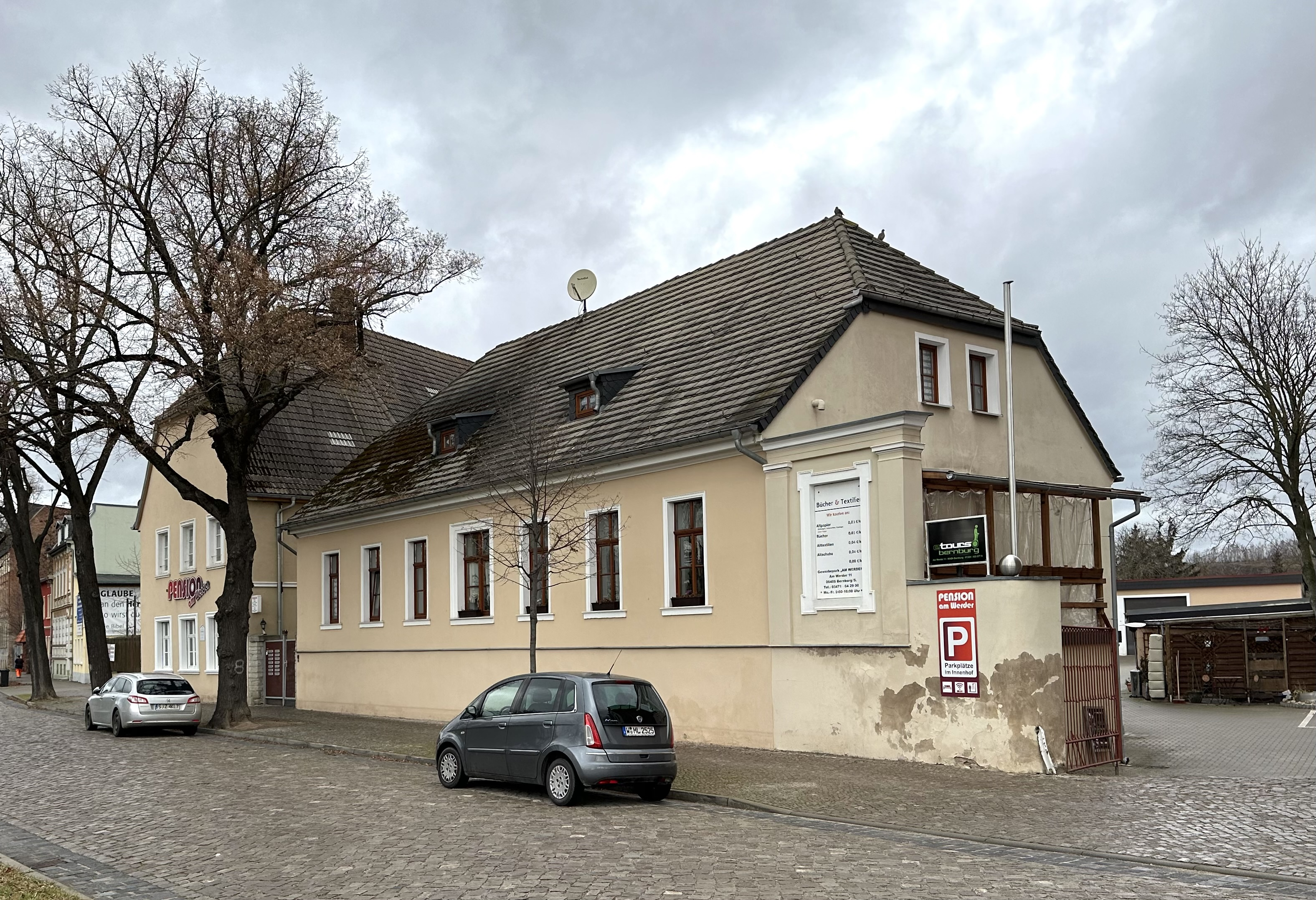
Am Werder 11, Blick von Südosten, 2024

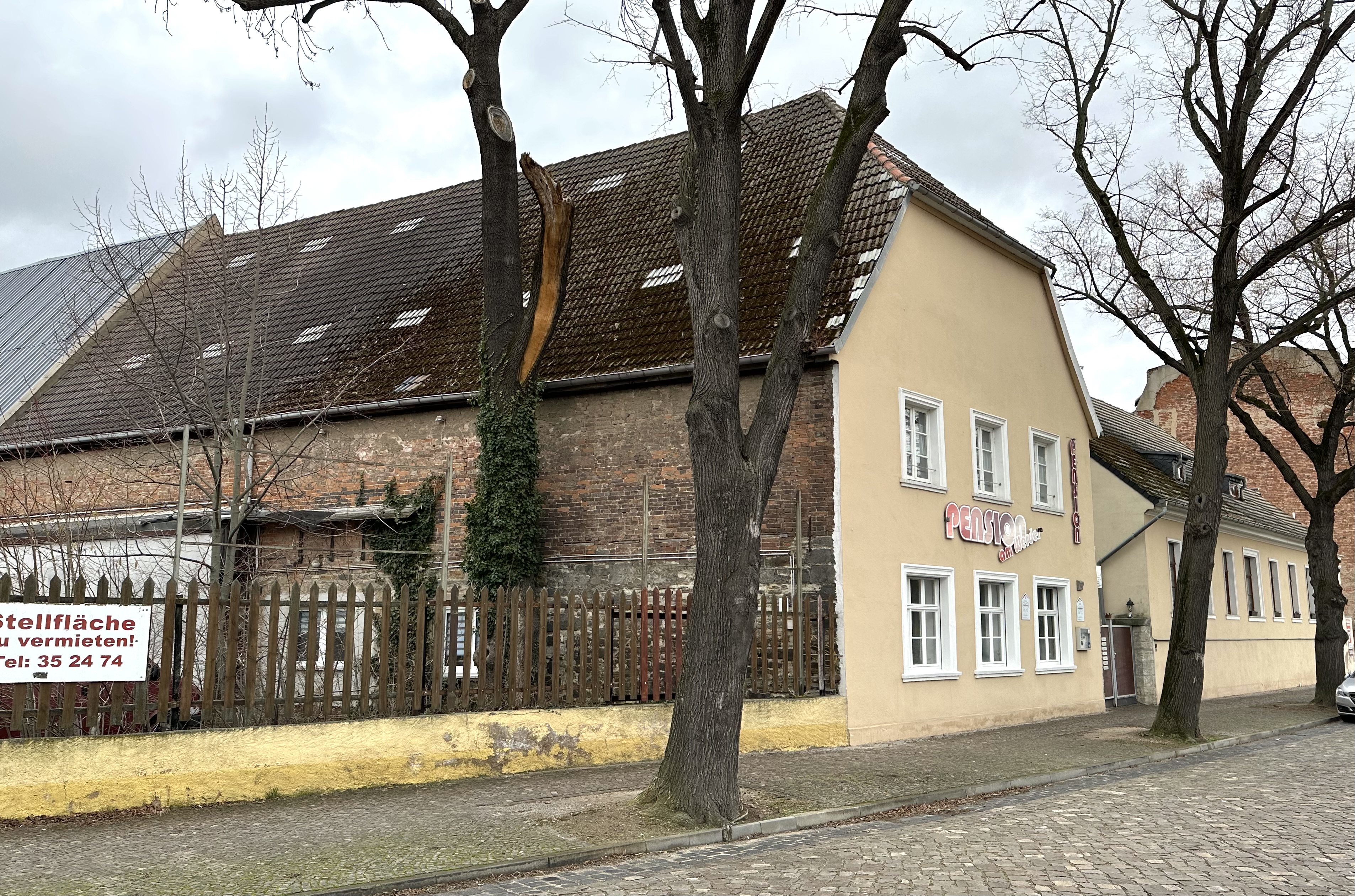
Blick auf das Wirtschaftsgebäude von Westen

Am Werder 11 ist ein denkmalgeschützter Bauernhof in Bernburg (Saale) in Sachsen-Anhalt.

## Lage
Der Bauernhof steht an der Nordseite der Straße Am Werder am nördlichen Rand der Bernburger Talstadt. Östlich grenzt an das Grundstück das gleichfalls denkmalgeschützte Haus Am Werder 11a an.

## Architektur und Geschichte
Der Hof entstand im frühen 19. Jahrhundert und besteht aus einem Wohnhaus und Wirtschaftsgebäuden. Das eingeschossige Wohnhaus ist traufständig zur Straße hin ausgerichtet. Die Gestaltung setzt die Bauformen des Spätbarocks fort. Die straßenseitige Fassade ist siebenachsig. Bedeckt ist der Bau mit einem Krüppelwalmdach. Westlich schließt sich, giebelständig zur Straße ausgerichtet, ein großes Wirtschaftsgebäude an.
Vor dem Ostgiebel des Wohnhauses wurde später ein einachsiger Anbau im Stil des Neobarocks angefügt. Anfang des 21. Jahrhunderts wurde er wieder abgerissen, wobei jedoch die Fassade erhalten blieb.
Im Denkmalverzeichnis des Landes Sachsen-Anhalt ist der Bauernhof unter der Erfassungsnummer 094 60552 als Baudenkmal verzeichnet.